# Campionato turco di calcio (1924-1951)
Il campionato turco di calcio (turco: Türkiye Futbol Şampiyonası) svoltosi dal 1924 al 1951 è stata una competizione calcistica turca riservata alle squadre vincitrici delle leghe regionali di Istanbul, Ankara e Smirne (con un parziale allargamento a partire dal 1942), più le squadre dell'Accademia militare (Harbiye/Harp Okulu SK) e dell'Accademia navale turche (Bahriye), entrambe affiliate alla Federazione calcistica della Turchia.
Le squadre più titolate nella competizione sono il Fenerbahçe e l'Harp Okulu, vincitrici ciascuna di 3 edizioni.
La Federazione calcistica della Turchia (TFF) non riconosce ufficialmente i campionati tenuti dal 1924 a 1951, sebbene si tratti di tornei organizzati dalla stessa federazione e malgrado un vasto consenso in senso opposto da parte di critica sportiva e opinione pubblica.

## Storia
Questa competizione, antenata della successiva Süper Lig, fondata nel 1959, fu inaugurata nel 1924 e andò avanti con varie interruzioni fino al 1951 (sedicesima edizione). A differenza della successiva Süper Lig, tuttavia, il Türkiye Futbol Şampiyonasi era strutturato come un torneo ad eliminazione diretta, avente però il pregio di riunire squadre di più città turche.
Nei periodi 1925-1926 e 1928-1931 la competizione (a cadenza teoricamente annuale) non si disputò per mancanza di fondi. Nel periodo 1936-1939 fu, invece, sostituita dalla Lega nazionale e ad essa affiancata a partire dal 1940 fino all'ultima edizione nel 1951 (tranne che nel 1948, per la partecipazione alle Olimpiadi di Londra). Dal 1942 inoltre, furono cambiati i criteri di accesso al torneo, che vide accanto ai vincitori delle leghe regionali di Smirne, Istanbul e Ankara altre avversarie decise tramite un meccanismo di play-off tra le vincitrici delle altre leghe regionali.
Dopo il 1951, con l'avvento del professionismo nel calcio turco, la competizione proseguì con il nome di campionato turco dilettantistico di calcio (in turco: Türkiye Amatör Futbol Şampiyonası), con la partecipazione di squadre dilettantistiche, durato fino al 1996.

## Albo d'oro
| Anno | Vincitore                                                     | Seconda classificata                                          |
| ---- | ------------------------------------------------------------- | ------------------------------------------------------------- |
| 1924 | Harbiye (1)                                                   | Bahriye                                                       |
| 1925 | Non disputato per mancanza di fondi.                          | Non disputato per mancanza di fondi.                          |
| 1926 | Non disputato per mancanza di fondi.                          | Non disputato per mancanza di fondi.                          |
| 1927 | Muhafızgücü (1)                                               | Altınordu                                                     |
| 1928 | Non disputato per mancanza di fondi.                          | Non disputato per mancanza di fondi.                          |
| 1929 | Non disputato per mancanza di fondi.                          | Non disputato per mancanza di fondi.                          |
| 1930 | Non disputato per mancanza di fondi.                          | Non disputato per mancanza di fondi.                          |
| 1931 | Non disputato per mancanza di fondi.                          | Non disputato per mancanza di fondi.                          |
| 1932 | İstanbulspor (1)                                              | Altınordu                                                     |
| 1933 | Fenerbahçe (1)                                                | İzmirspor                                                     |
| 1934 | Beşiktaş (1)                                                  | Altay                                                         |
| 1935 | Fenerbahçe (2)                                                | Altınordu                                                     |
| 1936 | Non disputato per via dell'introduzione della Lega nazionale. | Non disputato per via dell'introduzione della Lega nazionale. |
| 1937 | Non disputato per via dell'introduzione della Lega nazionale. | Non disputato per via dell'introduzione della Lega nazionale. |
| 1938 | Non disputato per via dell'introduzione della Lega nazionale. | Non disputato per via dell'introduzione della Lega nazionale. |
| 1939 | Non disputato per via dell'introduzione della Lega nazionale. | Non disputato per via dell'introduzione della Lega nazionale. |
| 1940 | Eskişehir Demirspor (1)                                       | Fenerbahçe                                                    |
| 1941 | Gençlerbirliği (1)                                            | Beşiktaş                                                      |
| 1942 | Harp Okulu (2)                                                | Göztepe                                                       |
| 1943 | Non disputato                                                 | Non disputato                                                 |
| 1944 | Fenerbahçe (3)                                                | Harp Okulu                                                    |
| 1945 | Harp Okulu (3)                                                | İzmit Harp Filosu                                             |
| 1946 | Gençlerbirliği (2)                                            | Beşiktaş                                                      |
| 1947 | Ankara Demirspor (1)                                          | Fenerbahçe                                                    |
| 1948 | Non disputato per la concomitanza con le Olimpiadi di Londra. | Non disputato per la concomitanza con le Olimpiadi di Londra. |
| 1949 | Ankaragücü (1)                                                | Galatasaray                                                   |
| 1950 | Göztepe (1)                                                   | Gençlerbirliği                                                |
| 1951 | Beşiktaş (2)                                                  | Altay                                                         |

## Vittorie per squadra
| Squadra             | Vittorie | Secondi posti | Anni vittorie    |
| ------------------- | -------- | ------------- | ---------------- |
| Fenerbahçe          | 3        | 2             | 1933, 1935, 1944 |
| Harp Okulu          | 3        | 1             | 1924, 1942, 1945 |
| Beşiktaş            | 2        | 2             | 1934, 1951       |
| Gençlerbirliği      | 2        | 1             | 1941, 1946       |
| Göztepe             | 1        | 1             | 1950             |
| Muhafızgücü         | 1        | -             | 1927             |
| İstanbulspor        | 1        | -             | 1932             |
| Eskişehir Demirspor | 1        | -             | 1940             |
| Ankara Demirspor    | 1        | -             | 1947             |
| Ankaragücü          | 1        | -             | 1949             |
| Altınordu           | -        | 3             |                  |
| Altay               | –        | 2             |                  |
| Bahriye             | -        | 1             |                  |
| İzmirspor           | –        | 1             |                  |
| İzmit Harp Filosu   | –        | 1             |                  |
| Galatasaray         | –        | 1             |                  |

Fonte: RSSSF